# Carlos Aragonés
Carlos Aragonés Espinoza (Santa Cruz de la Sierra, 16 de fevereiro de 1956), apelidado de Aragonez no Brasil, é um ex-futebolista e treinador de futebol boliviano.
Em sua carreira, Aragonés destacou-se pelo Bolívar, onde atuou entre 1976 e 1980, com 109 partidas e 64 gols marcados. Em 1981, foi contratado pelo Palmeiras, mas não repetiu as atuações de quando atuava no Bolívar, tendo jogado apenas 12 partidas pelo Campeonato Brasileiro (113 jogos e 10 gols no geral). Teve ainda uma curta passagem no Coritiba, que durou apenas 6 jogos.
De volta à Bolívia em 1985, o meio-campista encerrou a carreira no Destroyers, após uma grave lesão.
Como técnico, destacou-se pelo Blooming, onde teve 4 passagens e foi bicampeão boliviano em 1998 e 1999. Comandou também Real Santa Cruz, The Strongest (onde foi campeão nacional em 1993), Oriente Petrolero e Bolívar, além da Seleção Boliviana (pela qual defendeu entre 1977 e 1981, com 31 partidas e 15 gols,[carece de fontes?] tendo participado da Copa América de 1979), onde foi auxiliar técnico em 2 períodos, além de ter sido o treinador do selecionado entre 2000 e 2001, comandando La Verde na Copa América disputada na Colômbia. O último clube que treinou foi Blooming, em 2011.